# Țărmure, Arad
Țărmure este un sat în comuna Hălmagiu din județul Arad, Crișana, România. La recensământul din 2002 avea o populație de 258 locuitori. Biserica de lemn din localitate, cu hramul „Sfinții Arhangheli” a fost construită în 1780 are statut de monument istoric (cod:AR-II-m-A-00656).

## Galerie de imagini

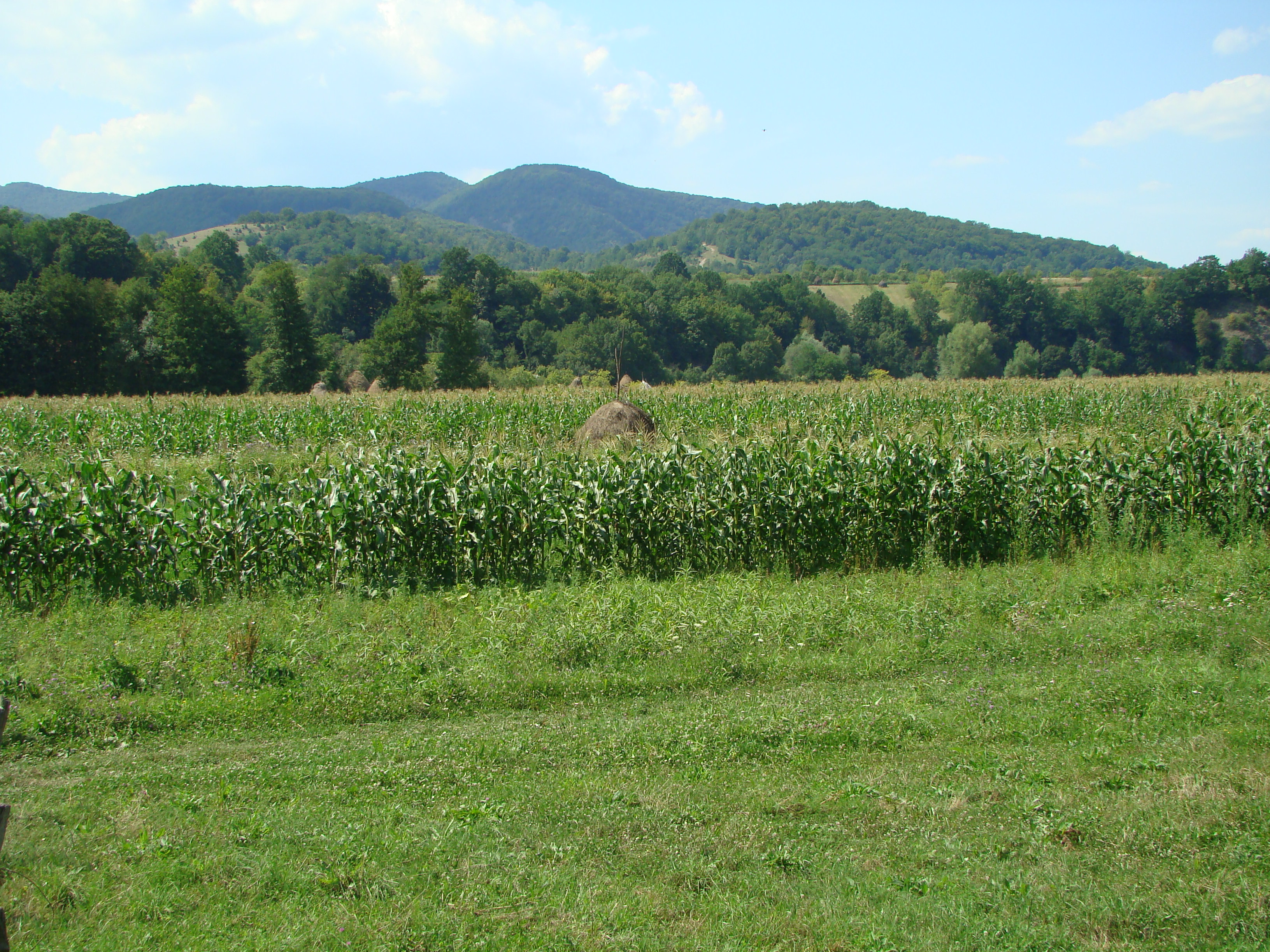
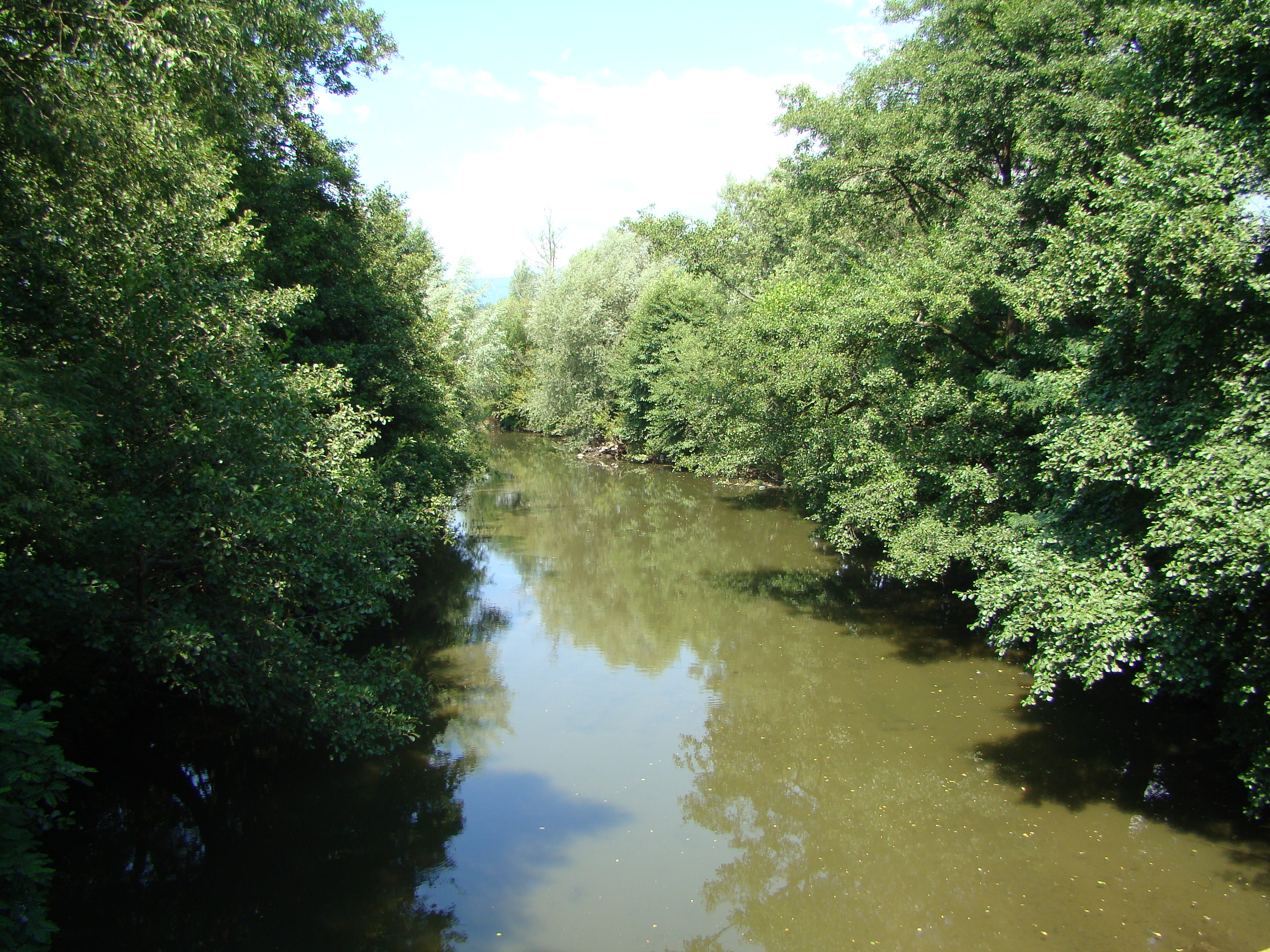
Crișul Alb la Țărmure
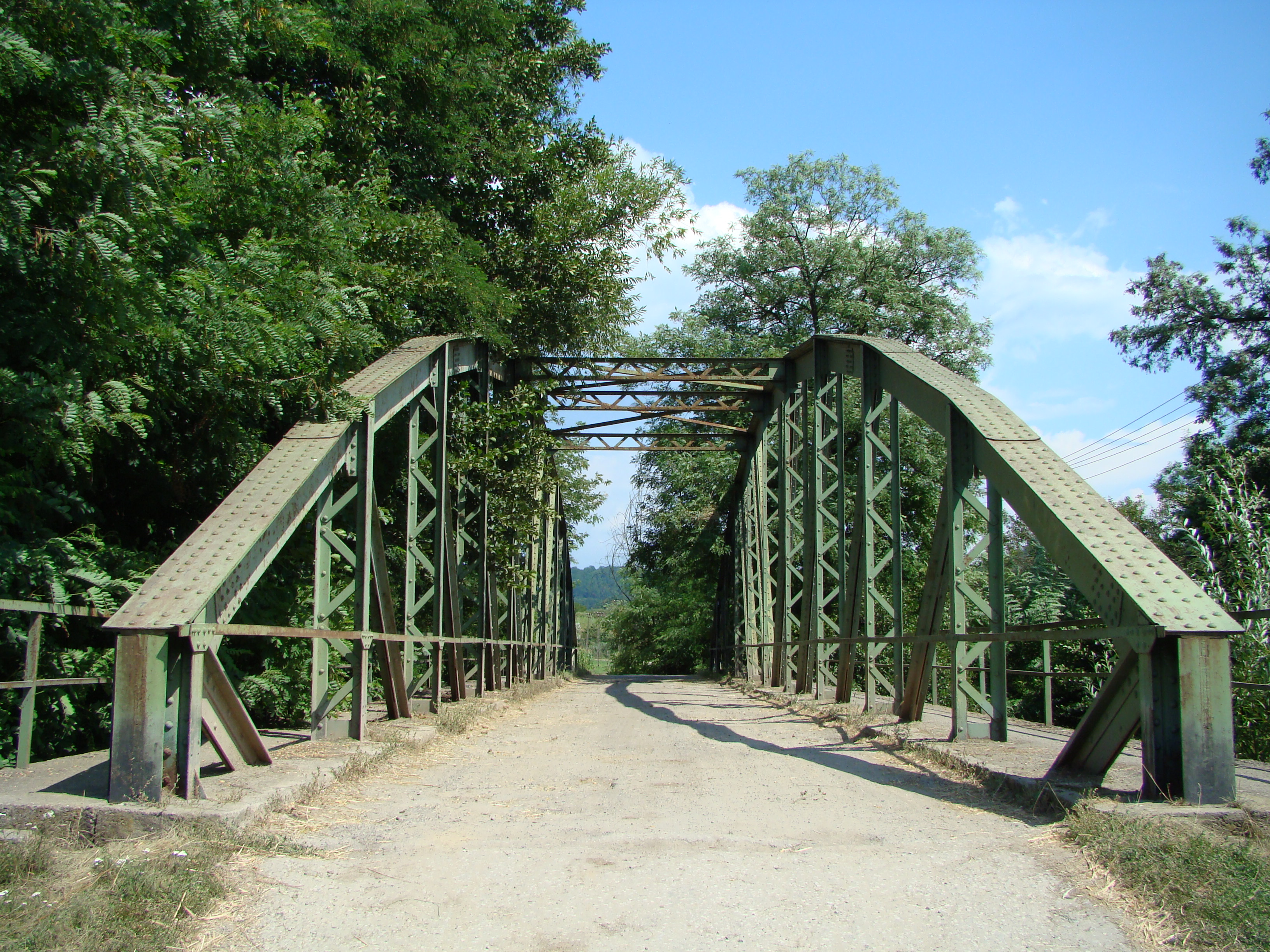
Podul peste Crișul Alb
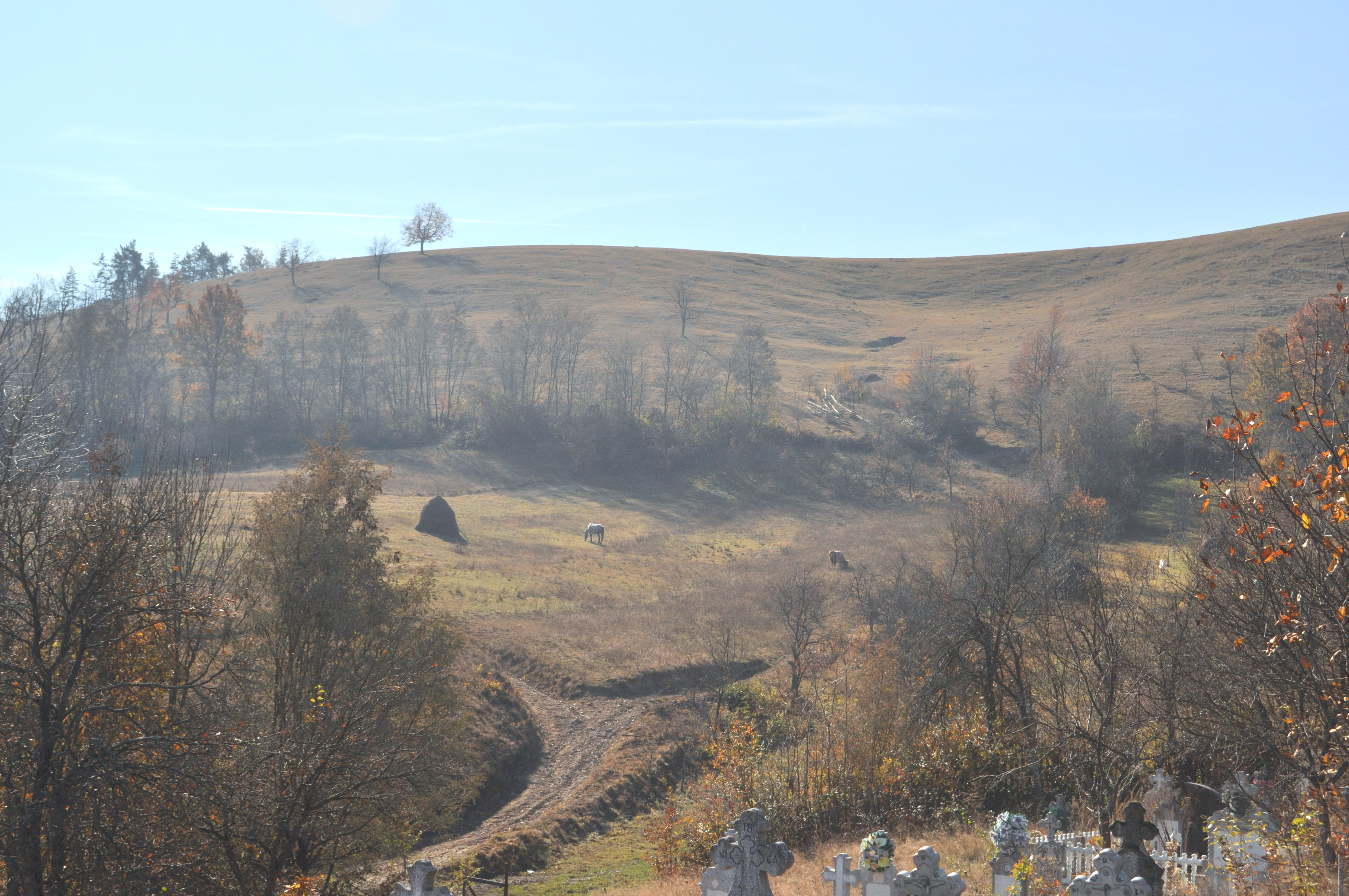